# Sandløber
Sandløber (Calidris alba) er en vadefugl, der er ret almindelig som trækgæst i Danmark fra de højarktiske dele af Rusland og Grønland. Den overvintrer fra Nord- og Vesteuropas kyster langs Afrikas vestkyst til Sydafrika. Det videnskabelige navn alba betyder 'hvid' på latin. Den kaldes også for selning eller tretået ryle.
Sandløberen kendes på sit lige, sorte og forholdsvis korte næb. I vinterdragten er den meget lys med mørk vingekno. I yngledragten, der ses under forårstrækket og når de voksne fugle passerer landet i juli-august, er den rustbrun på oversiden, hovedet og brystet.
Sandløberen er almindeligst langs Jyllands vestkyst, hvor fuglene ses fouragere i vandkanten, mens de løber frem og tilbage i takt med bølgerne.
|                        |
| Sandløber i yngledragt |